# Atràctilis humil
Atràctilis humil (Atractylis humilis) és una espècie de planta perenne espinosa de la família asteràcia. Fa de 20 a 30 cm d'alçada i té diverses tiges. Té la rabassa liginificada, les fulles dures, coriàcies, pinnatipartides. Els capítols florals fan d'1,5 a 2,5 cm de diàmetre de flors purpúries. Floreix de juny a setembre.

## Hàbitat
Erms i brolles àrides en terrenys calcaris. Contrades mediterrànies poc plujoses. Fins als 1000 metres d'altitud. Es distribueix per la Conca Mediterrània occidental. Només es troba a la península Ibèrica, Menorca, Eivissa i el nord d'Àfrica.